# Кржемінський Костянтин Іполитович
Крежмінський Костянтин Іполитович (11. 05. 1893, Одеса – 28. 10. 1937, с-ще Биківня побл. Києва) – живописець, архітектор, мистецтвознавець і педагог.

## Життєпис
Після закінчення Кам’янець-Подільської гімназії у 1917 році блискуче завершив навчання у Київській художній школі (прирівняній до вищих навчальних закладів), де вчився одночасно на двох факультетах – живопису та архітектури. Він також був юнкером,  у 1918 році брав участь у придушенні більшовицького повстання в Києві. З 1923 року К. Кржемінський жив із сім’єю у м. Умані. Зацікавився етнографією й народною творчістю: мандрував по селах, збирав матеріали, експонати, робив замальовки, а також вишукував молоді народні таланти. Він створив керамічну майстерню в с. Пиковець (колишня поміщицька садиба), пізніше – дворічну школу народної творчості ім. Т. Шевченка в Умані, до якої зумів підібрати добрий учнівський склад, помітивши здібності та певний художній смак дітей. З їх числа в дальшому вийшла ціла плеяда відомих митців: народних, заслужених, в тому числі народний художник України Г.Ф. Головко, член міжнародної академії кераміки (у Женеві), заслужений художник КазРСР А.В. Цивчинський, скульптор Г. Петрашевич та ін. Кржемінський – не лише організатор етнографічного осередку та художньо-промислової школи в Умані, але й співтворець майстерні для реставрації живописних полотен в Київській Лаврі. Водночас, він був збирачем етнографічних матеріалів та відомостей про народне мистецтво по всій Україні, художником, полотна якого вважаються втраченими під час воєнних лихоліть. 
До Кам’янеччини сім’я переїхала в 1924 році. К. Кржемінський працював в Кам’янець-Подільській художньо-промисловій школі, яку очолював художник В. Гаґенмейстер. Тут він викладав креслення, одночасно вів заняття в іншій трудовій школі. Працюючи в КПХППШ, підготував і видав друком праці, котрі дійшли до нас: «Стінні розписи на Уманщині», «Пам’ятки єврейського мистецтва на Поділлі. Мацеви (Надгробки)», «Хати с. Ходоровець» та ін.  Мандруючи Поділлям, художник опрацював багатий етнографічний матеріал із стінних розписів та ліпних орнаментів. Кам’янецький період перервався раптово. З КПХППШ Кость Кржемінський звільнився за власним бажанням. 
Родина переїхала до Києва 1927 року. Там художника запросили в Києво-Печерську лавру, яка тоді перетворювалася у Лаврський музейний заповідник. У церквах припинилося богослужіння, було скинуто з Лаврської дзвіниці автентичні дзвони, але потік богомольців не вщухав, і вони молилися в музеях, стояли навколішки перед іконами. Як митець-реставратор станкового живопису, працював у Музейному містечку. Разом з М. Касперовичем (1885-1938), К. Кржемінський створив при музеї реставраційну майстерню станкового живопису – першу в Україні. Різнобічно освічений, добре знайомий із хімією, він винаходив засоби та методи лікування «хворих» полотен, рятував від загибелі винятково цінні ікони визначних митців. 
Кржемінський також викладав у Художньому інституті та керував літографічною майстернею. Його з часом звільнили, бо виявилося, як твердили, що в Умані він переховував отамана Дерещука. Як архітектор, художник брав участь у розробці проектів житла та його устаткування для керівників республіки, що переїхали з Харкова до Києва, та розробляв меблі для кабінетів ВУЦВКа (Всеукраїнського центрального виконавчого комітету). Мешкаючи в Києві, але, певно, ще перед звільненням К. Кржемінський брав участь в оформленні помешкань Г. Петровського та П. Постишева, працював у Художньому фонді. 1937 року готував персональну виставку. У 1934 році в усьому Союзі пройшла чистка радянського апарату. Кржемінського було звільнено з роботи як дворянина. 16 жовтня 1937 року його заарештували. Дружину, Олімпіаду (до шлюбу Дяченко; дочка вчителя математики у Кам’янець-Подільській гімназії), ув’язнили 6 листопада – «за то, что она, являясь женой осужденного Кржеминского К. И., и, зная о его антисоветской деятельности, не сообщила о ней органам власти». 
Розстріляли митця 28 жовтня 1937 року, побачивши в ньому українського націоналіста та польського шпигуна. У 1974 році Кржемінського було посмертно реабілітовано. Тоді ж побачили світ і відомості про нього.    